# Vierkirchen (Lusàcia)
Vierkirchen és un municipi alemany que pertany a l'estat de Saxònia. Es troba a uns 15 km a l'est de Bautzen, i uns 10 quilòmetres al nord-oest de Reichenbach / OL. Des de 1994 comprèn els districtes d'Arnsdorf, Buchholz (Křišow) i Melaune (Měrjow), que agruparen els de Döbschütz (Dobšicy), Heideberg, Hilbersdorf, Prachenau, Rotkretscham, Tetta i Wasserkretscham.

## Evolució demogràfica
| Any  | Població             | Població | Població | Població            |
| Any  | Arnsdorf-Hilbersdorf | Buchholz | Melaune  | Total a Vierkirchen |
| ---- | -------------------- | -------- | -------- | ------------------- |
| 1990 | 746                  | 552      | 755      | 2.053               |
| 1993 | 722                  | 562      | 715      | 1.999               |
| 1999 | –                    | –        | –        | 2.066               |
| 2006 | –                    | –        | –        | 1.958               |